# Diego Conde
Diego José Conde Alcolado (Madrid, España, 28 de octubre de 1998) es un futbolista español que juega de portero en el Villarreal C. F. de la Primera División de España. Es hermano de la jugadora de baloncesto María Conde.

## Trayectoria
Se formó en las categorías inferiores del Atlético de Madrid al que llegó con 9 años y pasó por todas las categorías del club colchonero.
Durante la temporada 2018-19 fue cedido al Club Deportivo Artístico Navalcarnero con el que jugó en la Segunda División B. La campaña siguiente volvió al Atlético de Madrid "B", compaginando el filial con los entrenamientos del primer equipo.
El 28 de agosto de 2020 volvió a salir cedido, esta vez al Club Deportivo Leganés por una temporada. El conjunto pepinero tenía una opción de compra que no ejecutó, marchándose la siguiente campaña al Getafe C. F. Con este equipo debutó en Primera División el 4 de febrero de 2022 después de sustituir a David Soria en los últimos minutos de un encuentro ante el Levante U. D. por lesión.
En el verano de 2023 regresó al C. D. Leganés, en Segunda División, logrando el campeonato de Liga, el ascenso a Primera División y el Trofeo Zamora al portero menos goleado. La siguiente temporada se marchó traspasado al Villarreal C. F. con el que firmó un contrato de cinco años.

## Selección nacional
En 2016 se convirtió en internacional sub-19 con la selección española.

## Estadísticas

### Clubes
Actualizado al último partido disputado el 9 de noviembre de 2024.
| Atlético de Madrid "B" · España        | 2.ª B         | 2017-18       | 4  | 7   | — | — | — | — | 4  | 7   |
| C. D. A. Navalcarnero · España         | 2.ª B         | 2018-19       | 23 | 40  | 0 | 0 | — | — | 23 | 40  |
| C. D. A. Navalcarnero · España         | Total club    | Total club    | 23 | 40  | 0 | 0 | 0 | 0 | 23 | 40  |
| Atlético de Madrid "B" · España        | 2.ª B         | 2019-20       | 15 | 14  | — | — | — | — | 15 | 14  |
| Atlético de Madrid "B" · España        | Total club    | Total club    | 19 | 21  | 0 | 0 | 0 | 0 | 19 | 21  |
| C. D. Leganés · España                 | 2.ª           | 2020-21       | 3  | 5   | 0 | 0 | — | — | 3  | 5   |
| Getafe C. F. · España                  | 1.ª           | 2021-22       | 1  | 0   | 0 | 0 | — | — | 1  | 0   |
| Getafe C. F. · España                  | 1.ª           | 2022-23       | 0  | 0   | 0 | 0 | — | — | 0  | 0   |
| Getafe C. F. · España                  | Total club    | Total club    | 1  | 0   | 0 | 0 | 0 | 0 | 1  | 0   |
| C. D. Leganés · España                 | 2.ª           | 2023-24       | 40 | 26  | 0 | 0 | — | — | 40 | 26  |
| C. D. Leganés · España                 | Total club    | Total club    | 43 | 31  | 0 | 0 | 0 | 0 | 43 | 31  |
| Villarreal C. F. · España              | 1.ª           | 2024-25       | 12 | 19  | 0 | 0 | — | — | 12 | 19  |
| Villarreal C. F. · España              | Total club    | Total club    | 12 | 19  | 0 | 0 | 0 | 0 | 12 | 19  |
| Total carrera                          | Total carrera | Total carrera | 98 | 111 | 0 | 0 | 0 | 0 | 98 | 111 |
| (1) Hace referencia a goles encajados. |               |               |    |     |   |   |   |   |    |     |

## Palmarés

### Campeonatos nacionales
| Título           | Club                   | País   | Año  |
| ---------------- | ---------------------- | ------ | ---- |
| Segunda División | Club Deportivo Leganés | España | 2024 |

### Distinciones individuales
| Distinción                        | Año     |
| --------------------------------- | ------- |
| Trofeo Zamora de Segunda División | 2023-24 |